# Ficus goniophylla
Ficus goniophylla är en mullbärsväxtart som beskrevs av Edred John Henry Corner. Ficus goniophylla ingår i släktet fikonsläktet, och familjen mullbärsväxter. Inga underarter finns listade i Catalogue of Life.